# Philippe Prohom
 (juillet 2020).
Philippe Prohom est un  auteur-compositeur-interprète français. Il utilise son seul patronyme comme nom de scène, même si son nom complet est indiqué dans les crédits de ses albums. Prohom désigne également la formation qui l'entoure sur scène.
De 2006 à 2011, Prohom est composé de Philippe Prohom lui-même (chant, guitare et programmation) et de Christian Fradin (piano, programmation et chœurs).

## Style
Ses chansons sont un mélange de rock et de musique électronique. Les titres, certains sombres (Départ, Le miroir et moi, Né à la place d'un autre), d'autres plus nerveux (Georges, Mise en bouche, Ça oublie d'aimer, Pas d'idées) ont des textes engagés, parfois intimistes, parfois aussi teintés d'humour, traitant généralement des travers humains.

## Parcours et carrière
Originaire de la région lyonnaise, il a également une expérience dans le théâtre[réf. souhaitée]. Alors qu'il y pense dès 1994, il commence à tenter sa chance dans le milieu de la musique à partir de 1997 au sein d'un trio qui porte son nom mais aussi en composant pour des pièces de théâtre. 
Il décroche plusieurs prix à travers la France : prix Sacem en 2000, découverte chanson au printemps de Bourges en 2001, vainqueur aux MCM Sessions en 2002. Après plusieurs EP, il sort son premier album, simplement intitulé Prohom, en 2002.
En parallèle, il fait partie de plusieurs équipes pédagogiques : au chantier des Francofolies de La Rochelle en tant que coach scénique, au conservatoire de Lyon  et en free-lance[réf. nécessaire].
Il compose et écrit également pour d'autres artistes. Il a participé à l'album J'aime pas l'Amour d'Olivia Ruiz et à l'album Le Troisième Choix d'Agora Fidelio.

## Réalisation
Philippe Prohom a réalisé en 2006 l'album Mélodie Matamore de La Vigie du pirate.